# 60口径三年式15.5cm3連装砲
60口径三年式15.5cm3連装砲（60こうけいさんねんしき15.5せんちめーとるさんれんそうほう）は、日本海軍の開発した艦砲。

## 概要

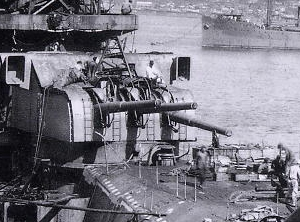
「大和」の副砲塔の写真。

日本海軍が開発した初の3連装艦載砲。最上型重巡洋艦の主砲として開発された。
この砲塔を1隻に5基、計15門の15.5cm砲を搭載することで、最上型はロンドン海軍軍縮条約の定義上は軽巡洋艦でありながら仮想敵国アメリカの重巡洋艦（20.3cm砲を9ないし10門搭載）を上回る投射弾量（一定時間中に発射できる砲弾重量の合計）を得ることができた（当然、1発当たりの破壊力には劣る）。
散布界も小さく砲の操作性も高く優秀で、砲術関係者からは傑作艦砲と評価された。なお、砲塔の装甲厚は従来の砲塔と同じく全周25mmで、防御力は弾片防御程度である。

## 登場の背景
1930年（昭和5年）に結ばれたロンドン海軍軍縮条約により、巡洋艦の保有量が制限されることになった。この条約では巡洋艦を排水量に関係なく主砲の口径によって分類し、口径6.1インチ（約15.5cm）を超える砲を搭載する巡洋艦を重巡洋艦、口径6.1インチ（約15.5cm）以下の砲を搭載する巡洋艦を軽巡洋艦とした。しかし、日本が保有できる重巡洋艦の枠は既に古鷹型2隻、青葉型2隻、妙高型4隻、高雄型（条約締結当時は建造中）4隻の12隻で埋まっており、高雄型就役後は新たな重巡洋艦の投入ができない状態だった。加えて古鷹型と青葉型は20cm砲を6門しか搭載していない旧型艦であり、重巡洋艦保有枠に余裕があったアメリカが新鋭の重巡洋艦を登場させれば日本海軍の重巡洋艦戦力は大きく劣ることになると予想された。そこで、日本海軍は余裕があった軽巡洋艦保有枠を利用して重巡洋艦並みの攻撃力を持った軽巡洋艦を建造し、アメリカ海軍・イギリス海軍の重巡洋艦に対抗しようとした。ロンドン海軍軍縮条約は軽巡洋艦の主砲口径を制限したが1隻あたりの主砲門数は制限されておらず、1隻に多数の砲を搭載することで条約の定義上は軽巡洋艦でありながら重巡洋艦に匹敵する攻撃力（すなわち、単位時間当たりに発射できる砲弾重量の合計）を持った艦にすることができると考えたのである。
日本海軍はロンドン海軍軍縮条約で認められた軽巡洋艦建造枠50,955トン（軽巡洋艦保有枠100,450トンから既存の軽巡洋艦を除き、旧式艦の廃棄分を加えたもの）を利用して6隻の新型軽巡洋艦（実質、重巡洋艦に匹敵する戦闘力を持つ）を建造する計画を立案した。その第1陣として第1次補充計画（1931年）で基準排水量8,500トンの軽巡洋艦（のちの最上型重巡洋艦）を4隻を建造することを決定（残る2隻が利根型となる）、主砲は軽巡洋艦が搭載できる制限いっぱい口径6.1インチ（約15.5cm）の3連装砲塔を新開発して搭載することとした。
以上のような経緯から開発された砲が60口径三年式15.5cm3連装砲である。

## 特徴
20.3cm砲に対抗するという開発の目的から、15.5cm砲には20.3cm砲と同等の射程が求められた。しかし、一般に砲は口径が大きいほど射程が長くなり（逆に言えば口径が小さいほど射程が短くなる）、小口径の砲弾を遠距離まで飛ばすためにはより高い初速で砲弾を発射する必要がある。そこで、60口径という当時としては極めて長い砲身（当時、中口径以上の砲は長くても50口径程度だった）を採用することで20.3cm砲とほぼ同じ27,400mの最大射程を実現した。また、砲身内圧力最大33kg/mm²（常装薬使用時）は日本海軍が使用した砲の中で最も高く、初速920m/sは九八式十糎高角砲（通称、長10センチ高角砲）に次いで2番目に速い。それだけに砲身の寿命も短く、砲身命数はわずかに250～300発であった。
砲身は長くなるほど自重で砲口が垂れ下がり、発射時のぶれも大きくなるため射撃精度が低下する（散布界が大きくなる）が、15.5cm砲では従来多用されていた鋼線式に代わり自緊式で砲身を製造し、長砲身ながら射撃精度を向上させている。
高性能の代償として、重さも欠点に挙げられる。砲塔重量は重巡の50口径三年式20cm砲の連装砲塔並みかそれ以上になっている。このため後から本来的な軽巡として建造され、最上型より3千トンばかり軽い阿賀野型では手に余り、より旧式の50口径四十一式15cm連装砲が採用された。こちらは砲塔重量78トンと本砲の半分もない。
砲塔の設計は日本重巡洋艦の主砲である50口径三年式20cm砲の連装砲塔との共通点が多いものの、砲塔搭載の測距儀は8メートル型で高雄型の6メートル型よりも能力が向上している。

## 換装とその後
この砲塔はロンドン海軍軍縮条約失効後、20.3cm連装砲塔へ換装することを前提にしていたとされることが多い。しかし、15.5cm3連装砲塔の旋回部直径は20.3cm連装砲塔のそれよりも680mm大きいこと（このため利根型の砲塔旋回部は通常の円筒形ではなく円錐形になっている）、20.3cm砲の砲身は15.5cm砲の砲身よりも長く、砲塔換装後は最上型の2番砲塔は1番砲塔との砲身干渉を避けるため仰角をかけて係止する必要があったことなど不自然な点があり、当初から砲塔換装が前提とされていたかどうかは疑問が残る。
最上型重巡洋艦の主砲換装に伴い撤去された15.5cm3連装砲は、大和型戦艦の副砲と軽巡洋艦大淀の主砲に流用された。
大和型戦艦や大淀に搭載されず余剰となった砲は揚陸されて陸上設置の高角砲台として活用された。広島県呉市郊外の冠崎西方丘上に3連装砲塔で、長崎県佐世保市南方の針尾島の錐崎古里に単装砲4基が高角砲台として確認されている。高角砲は、呉海軍工廠で製造中に米軍の爆撃により転倒している写真なども確認されている。

## 搭載艦船
- 戦艦：大和型戦艦
- 巡洋艦：最上型巡洋艦、大淀